# Edeka Südwest
Edeka Südwest ist eine von insgesamt sieben Regionalgesellschaften der Edeka-Gruppe mit Sitz in Offenburg. Ihr Absatzgebiet umfasst Baden-Württemberg, Rheinland-Pfalz, das Saarland, Südhessen und Teile Bayerns. Edeka Südwest beschäftigt rund 47.000 Mitarbeitende sowie rund 3.000 Auszubildende in rund 40 Berufsbildern (alle Angaben einschließlich des selbstständigen Einzelhandels). Damit ist sie auch einer der größten Arbeitgeber und Ausbilder in der Region. Zur Unternehmensgruppe gehören rund 1.100 Märkte in Süddeutschland.
Die Märkte sind nach Verkaufsfläche und Anzahl der angebotenen Artikel in verschiedene Markttypen und Vertriebsschienen wie E center, Edeka, nah & gut und Marktkauf gegliedert.

## Geschichte
Am 24. Januar 1927 und damit rund zwanzig Jahre nach Gründung des Edeka-Verbandes und der Edeka-Zentrale wurde in Offenburg durch 26 Kaufleute die Großeinkaufsgenossenschaft der Kolonialwarenhändler Mittelbadens und damit der Grundstein von Edeka Südwest gelegt.
Seit 1. Juli 2015 ist Kaufmann Rainer Huber Sprecher der Geschäftsführung. 2016 löste Uwe Kohler, wie schon im Aufsichtsrat des bundesweiten Edeka-Verbunds, Adolf Scheck auch im Aufsichtsrat von Edeka Südwest als Vorsitzender ab.
Seit dem 1. Januar 2022 firmiert das Unternehmen mit Sitz in Offenburg unter Edeka Südwest Stiftung & Co. KG. Sprecher des Vorstands ist Rainer Huber.

## Konzernstruktur und Kennzahlen
Die Edeka Südwest Stiftung & Co. KG ist eine Tochtergesellschaft der Edeka Südwest eG, die als Holding und Besitzunternehmen fungiert.
Das Unternehmen hat sechs Logistikbetriebe: in Balingen, Ellhofen, Heddesheim, Offenburg, Rastatt und St. Ingbert. Zum Unternehmensverbund gehören auch der Fleisch- und Wurstwarenhersteller Edeka Südwest Fleisch, die Bäckereigruppe Backkultur, der Spezialist für Schwarzwälder Schinken und geräucherte Produkte Schwarzwaldhof, der Mineralbrunnen Schwarzwald-Sprudel, der Ortenauer Weinkeller und der Fischwarenspezialist Frischkost. Einer der Schwerpunkte des Sortiments der Märkte liegt auf Produkten aus der Region.
Die Regionalgesellschaft vertreibt mit der regional orientierten Eigenmarke „Unsere Heimat – echt & gut“' eine eigene Produktlinie.
Der Online-Lieferdienst Bringman ist seit Anfang 2021 Exklusivpartner der Regionalgesellschaft, Ende 2021 erwarb Edeka Südwest eine Beteiligung von 10 Prozent an dem Unternehmen.

Absatzgebiet der Edeka Südwest (2015)

## Organisationsform

### Einzelhandel
Im Geschäftsgebiet liegen nach Unternehmensangaben aus dem Berichtsjahr 2023 insgesamt 1.111 Märkte mit einer Verkaufsfläche von 1,61 Mio. Quadratmetern. Insgesamt betreiben dabei selbstständige Kaufleute mit 1.041 Standorten den Großteil der Märkte, der andere Teil wird von der Edeka Südwest als sogenannte Regiemärkte betrieben.
Zudem führt die Edeka Südwest seit 2006 neben den Edeka-Handelsmarken mit Unsere Heimat – echt & Gut eine eigene Handelsmarke, die mit mehr als 300 Artikeln von mehr als 1.500 Lieferanten in verschiedenen Lebensmittelsortimenten angesiedelt ist. Sie war im Edeka-Verbund die erste regionale Handelsmarke.

### Markttypen

#### EDEKA
Bei einer Verkaufsfläche von 1.200 m² bezeichnet die Edeka Südwest die Super- und Verbrauchermärkte als Edeka. Es werden dabei zwischen 15.000 und 25.000 Artikel geführt, hauptsächlich Lebensmittel. Kleiner Edeka-Märkte, die als Nahversorger positioniert sind, führen rund 8.000 Artikel.

#### E center
Als E center flaggen bei der Edeka Südwest Standorte mit einer Verkaufsfläche bis zu 5.000 m². Es werden bis zu 35.000 Artikel, aus dem Lebensmittel- sowie haushaltsnahmen Non-Food-Segment.

#### ...nah und gut
Als ...nah und gut flaggen kleinere Standorte der Südwest, sogenannte Nahversorger mit einer Verkaufsfläche bis zu 600 m². Sie führen bis zu 8.000 Artikel.

#### Marktkauf
Unter der Vertriebsschiene Marktkauf betreibt die Edeka Südwest großflächige SB-Warenhäuser, mit rund 5.000 m² Verkaufsfläche. Dabei werden aus dem Lebensmittel- sowie Non-Food-Segment geführt.

#### Trinkgut
Seit Oktober 2010 gehört das 1978 gegründete Getränkemarktunternehmen zur Edeka Rhein-Ruhr. Inzwischen führt auch die Edeka Südwest eigene Trinkgut-Filialen.

### Logos

Logo von EDEKA
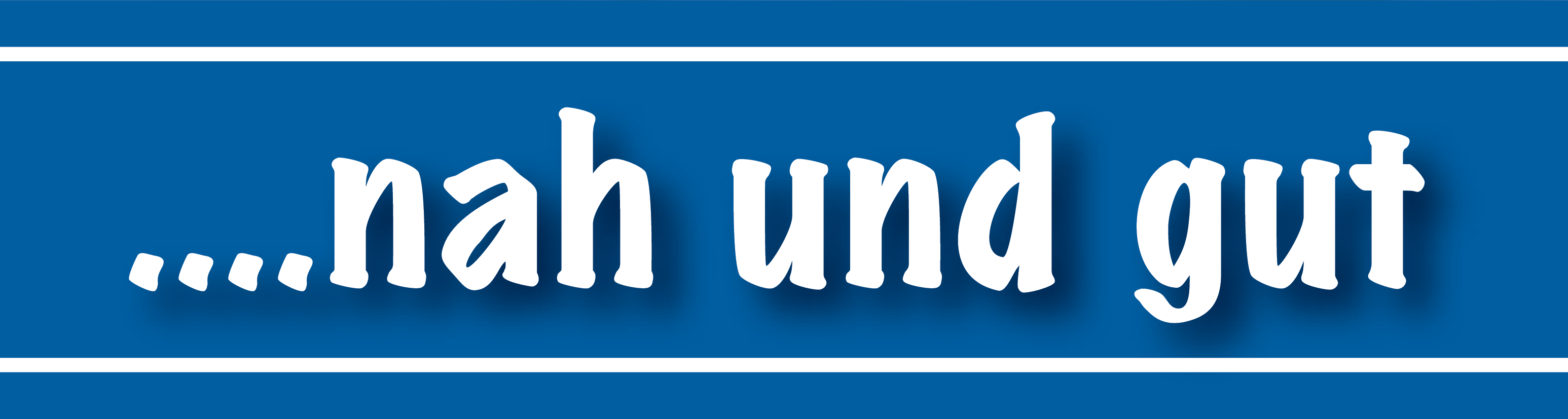
Logo von ...nah und gut
Logo von MARKTKAUF
Logo von trinkgut

### Ehemalige Markttypen
Unter dem Namen Treff Marché expandierte die damalige, in Offenburg ansässige Edeka Baden-Württemberg in den Nordosten Frankreichs und eröffnete dort Discountmärkte. Die ersten vier Märkte wurden dabei ab dem 28. Februar 1996 im Elsass eröffnet und wiesen auf durchschnittlich 600 m² Verkaufsfläche rund 800 Artikel auf. Bis Ende des gleichen Jahres war die Eröffnung von sechs weiteren Standorten geplant. Eine zunächst aus dem bestehenden Lager aus Offenburg erfolgte Belieferung der Filialen musste hinsichtlich französischer Gesetzgebungen verworfen werden. Die Tochtergesellschaft Treff Marché SNC, die wiederum eine Tochter der zur Edeka Baden-Württemberg gehörenden Holdinggesellschaft Sonnenglut Weinkellerei Gesellschaft war, siedelte sich mit einem 2600 m² großem Lager und ihrem Hauptsitz in Straßburg an. Anfang Januar 1997 konnte man acht Märkte betreiben, der Anteil von Eigenmarken machte im Februar 1997 rund 15 bis 25 Prozent aus. Beim Bezug von Waren arbeitete man mit örtlichen und lokalen Händlern zusammen. Im Juni 2001 waren es bereits 28 Filialen, die auf einer Verkaufsfläche zwischen 300 m² und 700 m² ca. 750 Artikeln anboten. Das Geschäftsjahr 2002 konnte mit einem Umsatz von 51 Millionen Euro abgeschlossen werden. Ende Juli 2003 wurde bekannt, dass die zu Carrefour gehörende Discounttochter Ed alle damals bestehenden 44 Filialen kaufen wollte. Bis Jahresende sollten die Filialen auf Ed umgeflaggt werden. Hintergrund des Rückzugs war u. a. die schleppende Expansion, die vor allem aus den rechtlichen Grundlagen in Frankreich resultierten. So sorgte die Ansiedelung eines separaten Lagers und eines Sitzes in Straßburg zum Ausbleiben von Synergieeffekten und hohen Kosten. Zudem war es durch das restriktivere französische Baurecht nicht möglich größere Standorte zu errichten. So wiesen viele Filialen eine Fläche, die kleiner als 300 m² war, auf.